# Pozo de Urama
Pozo de Urama település Spanyolországban, Palencia tartományban. Pozo de Urama Villada, Villalcón, San Román de la Cuba és Cisneros községekkel határos. Lakosainak száma 18 fő (2024).

## Népesség
A település népessége az elmúlt években az alábbi módon változott:
| Lakosok száma | 44   | 44   | 36   | 35   | 31   | 30   | 25   | 24   | 20   | 18   |
|               | 2001 | 2004 | 2007 | 2009 | 2012 | 2014 | 2017 | 2019 | 2022 | 2024 |